# Conus argillaceous
Conus argillaceous é uma possível espécie de gastrópode do gênero Conus, pertencente a família Conidae.